# کاپیتولاسیون امپراتوری عثمانی

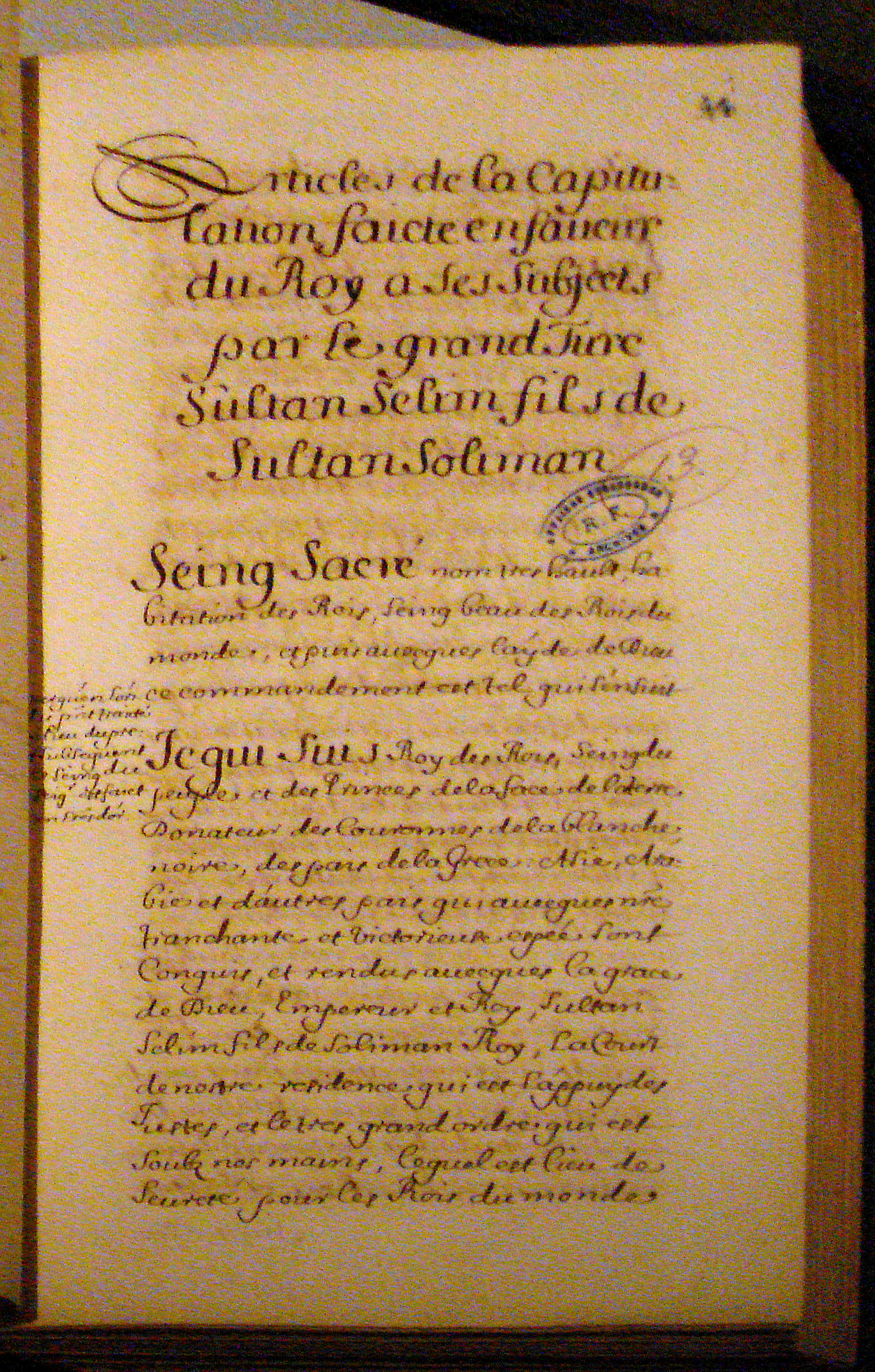
تصویری از معاهده قرن شانزدهم کاپیتولاسیون بین شارل نهم و سلطان سلیم دوم.

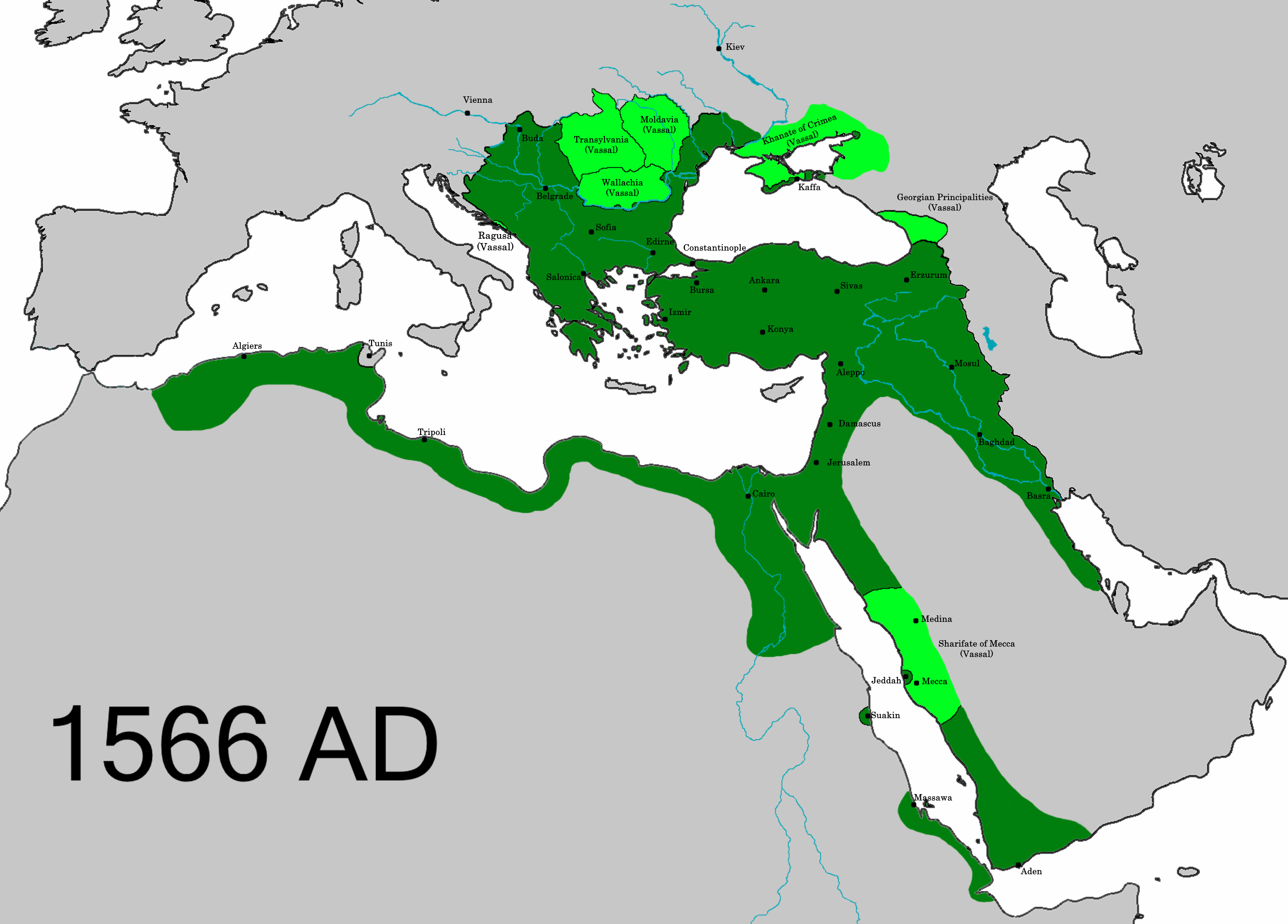
قلمرو امپراتوری عثمانی شامل کشورهایی از سه قاره

کاپیتولاسیون‌های امپراتوری عثمانی (Capitulations of the Ottoman Empire) قراردادهایی بین امپراتوری عثمانی و قدرت‌های اروپایی، به ویژه فرانسه بود. کاپیتولاسیون تُرکی یا عهدنامه به‌طور کلی اقدامات دو جانبه‌ای بود که به موجب آن هر یک از طرفین قرارداد نسبت به طرف دیگر توافق‌نامه‌های مشخصی را انجام می‌دادند و نه صرفاً دادن امتیازات.
کاپیتولاسیون‌های ترکی شامل کمک‌های مالی بود که توسط سلاطین عثمانی به ملت‌های مسیحی اعطا می‌شد و به دنبال سیاست در قبال کشورهای اروپایی امپراتوری بیزانس، حقوق و امتیازاتی را به نفع افراد مقیم خود که در قلمرو سلطه امپراتوری عثمانی تجارت می‌کردند، اعطا می‌کردند.
طبق این معاهده‌ها، بازرگانانی که به قلمرو امپراتوری عثمانی وارد می‌شدند از پیگرد قانونی محلی، مالیات محلی و خدمت اجباری محلی معاف بودند.
این کاپیتولاسیون‌ها ابتدا در زمان تسلط نظامی امپراتوری عثمانی برای اغوا و تشویق مبادلات تجاری با بازرگانان غربی صورت گرفت. با این حال، پس از تغییر سلطه نظامی به اروپا، امتیازات اقتصادی و سیاسی قابل توجهی توسط امپراتوری عثمانی به قدرتهای اروپایی اعطا شد.

## نگارخانه

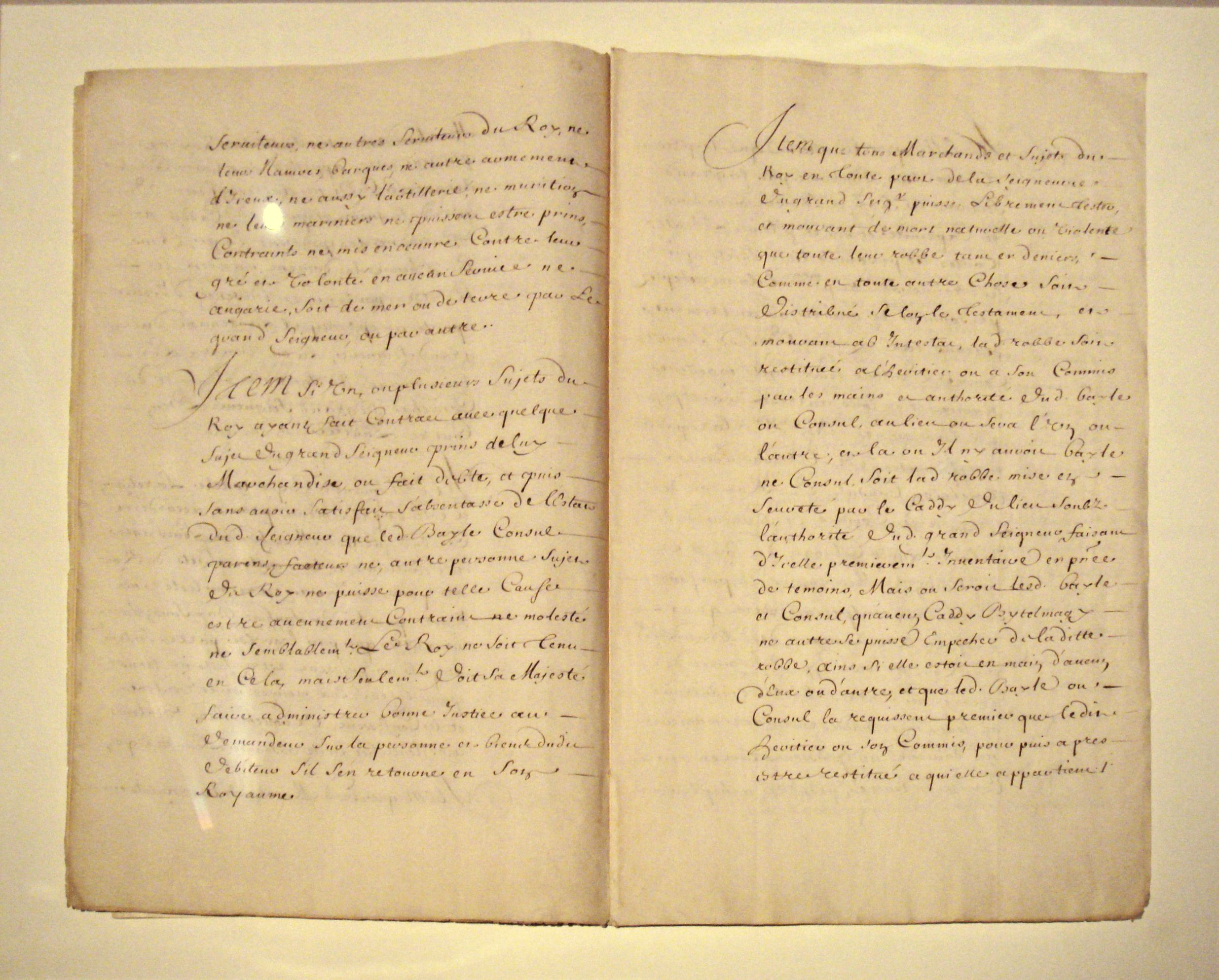
پیش‌نویس معاهده یا کاپیتولاسیون ۱۵۳۶ ، مذاکره شده بین سفیر فرانسه، ژان دو لا فروت و ابراهیم پاشا، چند روز قبل از ترور وی ، و گسترش امتیازات دریافتی مصر از ممالک قبل از ۱۵۱۸ به کل امپراتوری عثمانی.
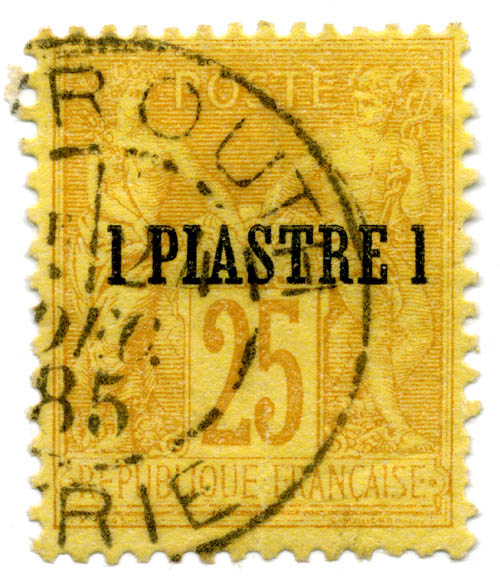
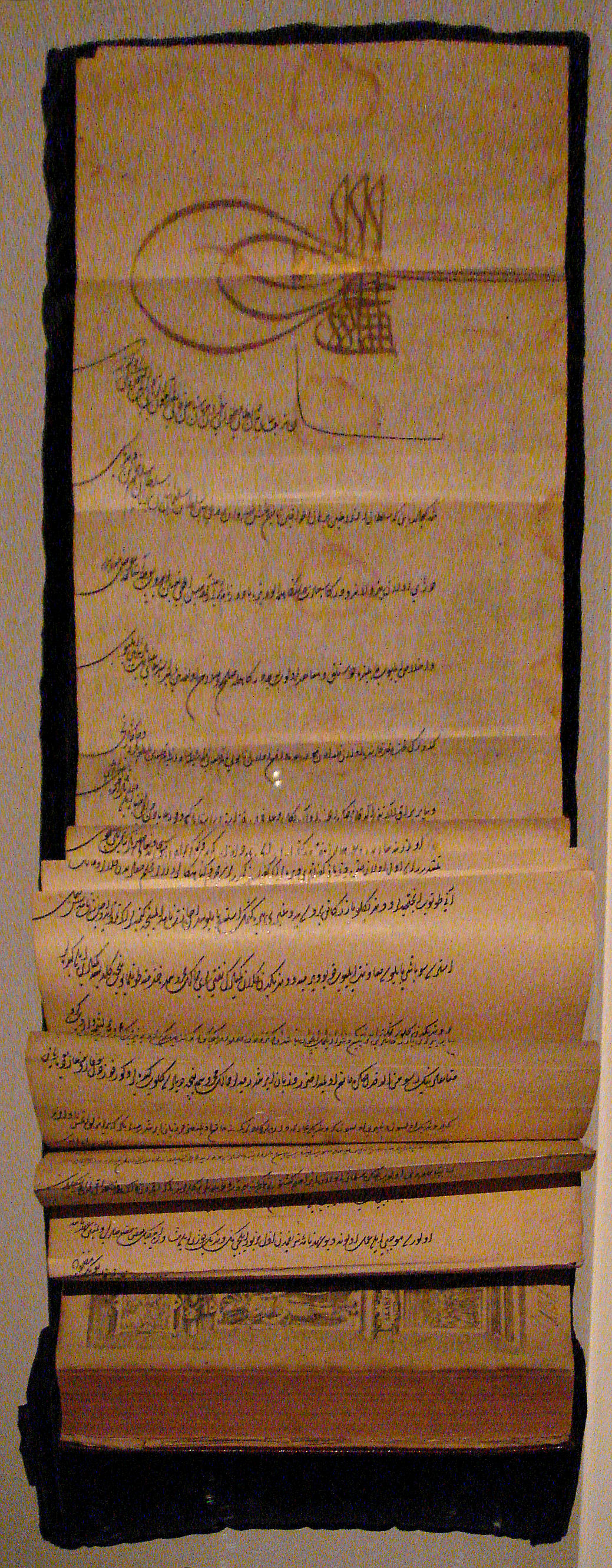
تجارت مجدد کاپیتولاسیون بین ونیز و امپراتوری عثمانی در پی نبرد پروزا در ۲ اکتبر ۱۵۴۰ امضا شد.